# Vlag van Wateringen

Vlag van de gemeente Wateringen (1973-2004)

Vlag van de gemeente Wateringen (1954-1973), gelijk aan de vlag van Alphen aan den Rijn (1957-2014)

De vlag van Wateringen is op 17 juli 1973 bij raadsbesluit vastgesteld als de gemeentevlag van de Zuid-Hollandse gemeente Wateringen. De vlag zou als volgt kunnen worden omschreven:
Wit met een zwarte achtpuntige ster op de scheiding van broeking en vlucht.
De vlag is gelijk aan de tekening op het schild van het gemeentewapen. De ster is afkomstig van het geslacht Van Kralingen, de vroegere heren van Wateringen.
Op 1 januari 2004 ging Wateringen op in de gemeente Westland. De vlag kwam daardoor als gemeentevlag te vervallen.

## Eerdere vlag
Op 5 juli 1954 werd een eerdere vlag ingesteld met de ster op het midden van de vlag. In 1973, toen voorbereidingen werden gemaakt voor het 25-jarig regeringsjubileum van koningin Juliana, ontdekte men dat deze vlag gelijk was aan de toenmalige vlag van Alphen aan den Rijn. Op advies van de Hoge Raad van Adel werd de ster op de Wateringse vlag verschoven.

## Verwante afbeeldingen

Het wapen van Wateringen

Alkemade 
· Ameide 
· Ammerstol 
· Arkel 
· Asperen 
· Benthuizen 
· Bergambacht 
· Bergschenhoek 
· Berkel en Rodenrijs 
· Bernisse 
· Binnenmaas 
· Bleiswijk 
· Bleskensgraaf en Hofwegen
· Bodegraven 
· Boskoop
· Brielle 
· Cromstrijen 
· De Lier 
· Delfshaven 
· Dirksland 
· Everdingen 
· Geervliet 
· Giessenburg 
· Giessenlanden
· Goedereede 
· Goudswaard 
· Graafstroom 
· 's-Gravendeel 
· 's-Gravenzande 
· Groot-Ammers
· Hagestein 
· Haastrecht 
· Hazerswoude 
· Heenvliet 
· Heerjansdam 
· Hei- en Boeicop
· Heinenoord
· Hellevoetsluis 
· Hillegersberg
· Jacobswoude
· Kamerik
· Korendijk
· Koudekerk aan den Rijn
· Krimpen aan de Lek
· Langerak
· Leerdam
· Leidschendam
· Leimuiden
· Lexmond
· Liemeer
· Liesveld
· Maasland
· Middelharnis
· Mijnsheerenland
· Moerhuizen
· Moerkapelle
· Molenwaard
· Monster
· Moordrecht
· Naaldwijk
· Nederlek
· Nieuw-Beijerland
· Nieuwerkerk aan den IJssel
· Nieuw-Lekkerland
· Nieuwpoort
· Nieuwveen
· Noordwijkerhout
· Nootdorp
· Numansdorp
· Oostflakkee
· Oostvoorne
· Oud-Alblas
· Oud-Beijerland 
· Oude-Tonge 
· Oudenhoorn 
· Ouderkerk 
· Ouderkerk aan den IJssel
· Overschie
· Piershil 
· Pijnacker 
· Poortugaal 
· Puttershoek 
· Reeuwijk 
· Rhoon 
· Rijnsaterwoude 
· Rijnsburg 
· Rijnwoude 
· Rockanje 
· Rozenburg 
· Sassenheim 
· Schelluinen 
· Schipluiden 
· Schoonhoven 
· Schoonrewoerd 
· Sommelsdijk 
· Spijkenisse 
· Streefkerk 
· Strijen 
· Ter Aar 
· Valkenburg 
· Vianen 
· Vierpolders 
· Vlist 
· Voorburg 
· Voorhout 
· Warmond 
· Wateringen 
· Westmaas 
· Westvoorne 
· Woerden 
· Woubrugge 
· Zederik 
· Zevenhoven 
· Zevenhuizen 
· Zevenhuizen-Moerkapelle 
· Zuid-Beijerland 
· Zuidland 
· Zwammerdam 
· Zwartewaal